# Otto Welter

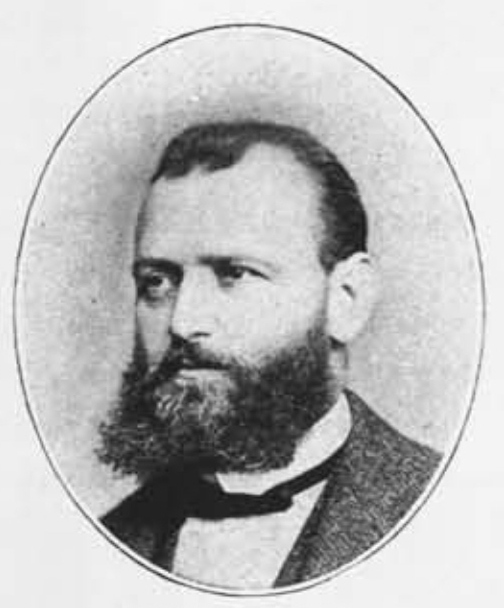
Otto Welter (ca. 1876)

Otto Gottfried Ferdinand Welter (* 20. November 1839 in Zell an der Mosel; † 25. Juli 1880 in den Zillertaler Alpen) war ein deutscher Jurist und Bergsteiger. Von 1874 bis 1876 gehörte er dem Preußischen Landtag an. 1880 kam er bei einem Sturz in eine Gletscherspalte auf dem Östlichen Neveser Ferner ums Leben.

## Biographie

### Familie, Beruf und Politik
Otto Welter war ein Sohn von Gertrud Graeff (1805–1861) und des Verwaltungsbeamten Karl Heinrich Welter (1795–1890). Er hatte sechs Geschwister – drei Brüder und drei Schwestern – und wurde katholisch getauft. Nach Abschluss der Volksschule in seinem Heimatort besuchte er ab 1853 das Königlich Preußische Gymnasium in Koblenz. Während seiner Schulzeit knüpfte er eine lebenslange Freundschaft mit Moritz Seligmann (1840–1915), der einer jüdischen Bankiersfamilie entstammte. In der Schule war Welter ehrgeizig und wetteiferte mit seinem Freund Seligmann um die besseren Noten. „Wie alle Welters“ war er „gutmütig, aber leicht aufbrausend, oft bis zum Jähzorn“. 1858 absolvierte er das Abitur; seine besondere Begabung lag auf sprachlichem Gebiet.
1858 nahm Welter ein Jura-Studium an der Friedrich-Wilhelms-Universität in Berlin auf. In den folgenden Jahren wechselte er mehrfach den Studienort: von Berlin nach München und über Heidelberg nach Bonn. Wann und wo er schließlich seinen Abschluss machte, ist nicht bekannt. Vermutlich leistete er anschließend seine militärische Dienstzeit ab.
Spätestens 1863 ließ sich Otto Welter in Köln nieder und begann seine vierjährige Ausbildung zum Advokaten am Königlich Rheinischen Appellationsgerichtshof zu Cöln. 1870 erlangte er die zusätzliche Qualifikation zum Advokat-Anwalt und wurde Mitglied im 1871 gegründeten Deutschen Anwaltverein. Als Anwalt vor Gericht profilierte er sich als so hervorragender Redner, dass Zuschauer ins Gericht kamen, nur um ihn zu hören.

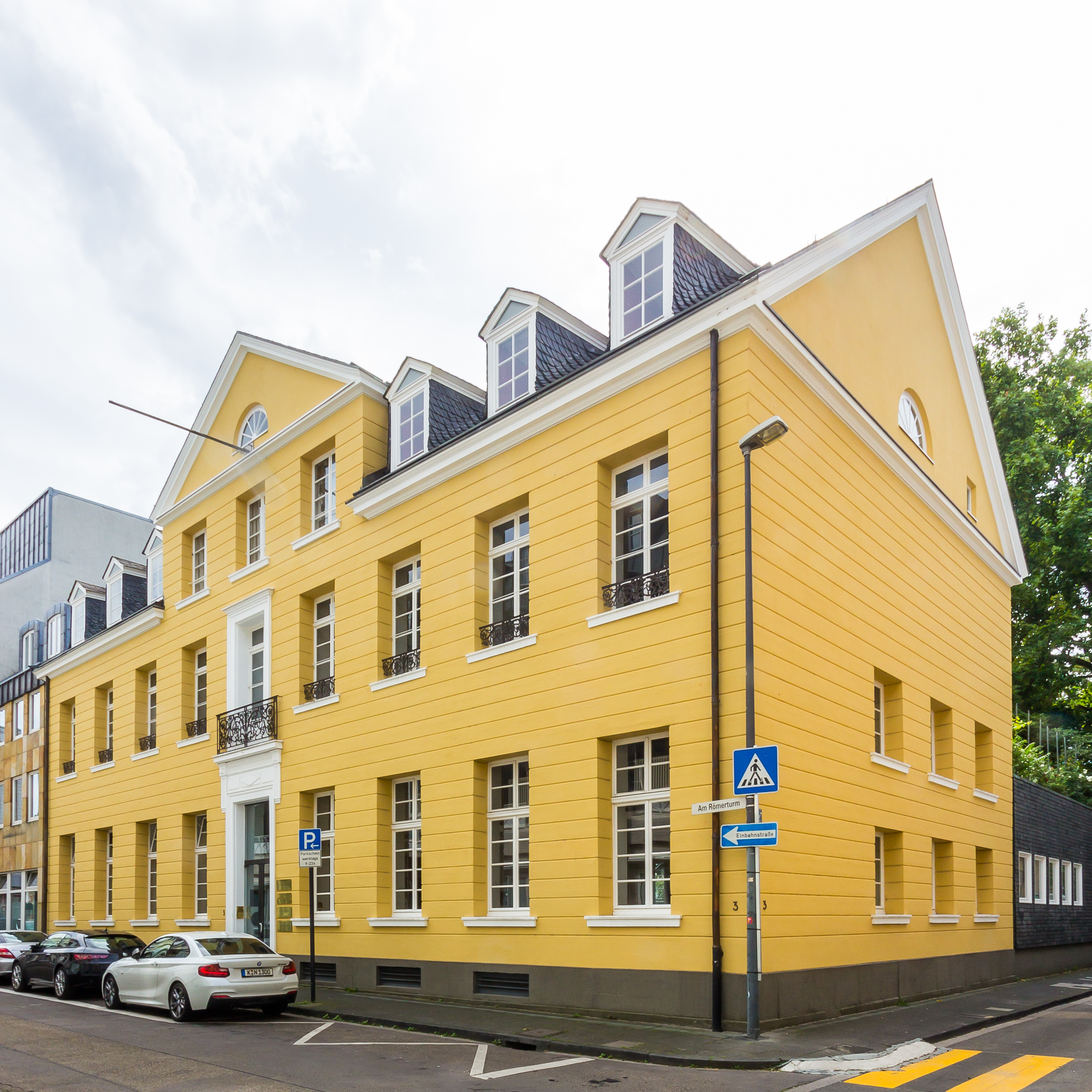
Stadtpalais Am Römerturm 3 in Köln (2017)

Am 5. Mai 1870 heiratete Otto Welter die protestantische Lina Schultz (1848–1909), eine Tochter von Caroline Sofie Schultz, geborene Rumpel, und von Heinrich Schultz. Die Familie Schultz hatte im Haus Heumarkt 6 gelebt, im „alten Schultz Haus“, in dem sich heute die Brauerei zur Malzmühle befindet, und einen Weinhandel betrieben. Heinrich Schultz, der an „Schwermut“ litt, hatte sich 1855 das Leben genommen. Die Eheleute Welter zogen in ein Haus an der Straße Auf dem Berlich, das durch einen Garten mit dem Haus Am Römerturm 3 verbunden war, in dem die Witwe Schultz nun wohnte; durch Zukäufe weiterer Gebäude und durch Anbauten entstand ein großzügiges Stadtpalais Am Römerturm 3–7. Im Erdgeschoss des Gebäudes richtete Otto Welter seine Kanzlei ein, zudem verfügte er über eine große Bibliothek. Lina und Otto Welter bekamen vier Kinder, zwei Töchter und zwei Söhne, die katholisch getauft wurden. Der 1877 geborene Sohn Otto jun. verfasste 1929 Lebenserinnerungen, die als wichtige Quelle auch für das Leben des Vaters dienen.
Kurz nach der Eheschließung erhielt Welter den Einberufungsbescheid als Soldat zur Teilnahme am Deutsch-Französischen Krieg 1870/71. Er gehörte als Vize-Feldwebel zum 6. Rheinischen Infanterie-Regiment Nr. 68 und wurde mit dem Eisernen Kreuz II. Klasse ausgezeichnet. Er wurde zum „Sous-Prefect“ eines französischen Departments ernannt und ließ seine Frau nachkommen. 1871 kehrte das Ehepaar nach Köln zurück.
Otto Welter engagierte sich politisch in der 1861 gegründeten liberalen Deutschen Fortschrittspartei (DFP), die sich unter anderem für die Gleichberechtigung aller Religionsgemeinschaften und die Trennung von Staat und Kirche einsetzte. 1875 war er Kandidat der „dritten Wählerklasse“ für die Kölner Stadtverordnetenversammlung, wurde aber nicht gewählt.
Von 1875 bis 1876 gehörte er als Abgeordneter der DFP dem Preußischen Landtag an (Wahlkreis 249 Köln 1, 12. Legislaturperiode, zweite und dritte Session). 1874 war er mit großer Mehrheit in dieses Amt gewählt worden. Er sprach sich für das Allgemeine Stimmrecht bei Landtagswahlen aus, da dies der allgemeinen Wehrpflicht entspräche. In Sachen Kulturkampf stand der katholische Welter auf der Seite der preußischen Regierung und forderte Gesetze „über das Gebiet der Kirche“, etwa ein Schulgesetz, das „die Entkirchlichung der Schule durchsetze“, sprach sich aber gegen eine staatliche Aufsicht über kirchliches Vermögen aus. „Höchstes Gut“ sei die Einigkeit des deutschen Volkes, damit „Bildung und Fortschritt gedeihen“ könnten. Nachdem er nicht wieder für den Landtag kandidiert hatte, zog er sich wegen fortwährender Querelen in der Partei nach und nach aus der Politik zurück.

### Alpinismus

Johann Niederwieser (ca. 1902)

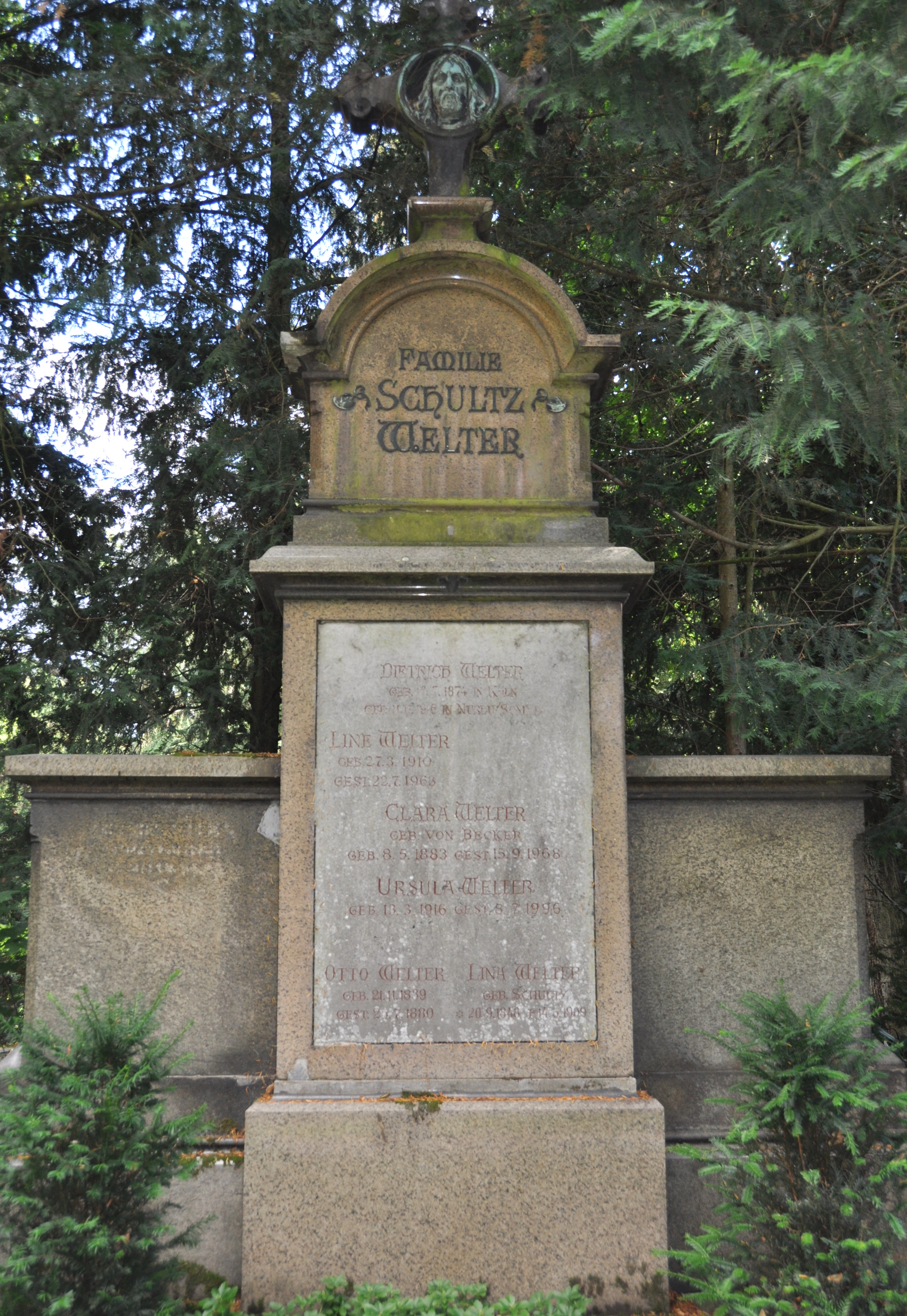
Grabstätte Schultz-Welter auf dem Kölner Melaten-Friedhof

Am 9. Mai 1869 wurde in München der Deutsche Alpenverein mit dem Ziel gegründet, „die Kenntnisse der ‚Deutschen Alpen‘ zu erweitern und zu verbreiten“. 1873 fusionierte der DAV mit dem Österreichischen Alpenverein (ÖAV) zum Deutschen und Österreichischen Alpenvereins (DuÖAV). Otto Welter gehörte zu den Mitunterzeichnern eines Aufrufs des DAV „an alle Alpenfreunde“, sich zu organisieren. Zunächst war er Mitglied der Sektion München, bis 1876 in Köln die Sektion Rheinland gegründet wurde, zu deren Gründungsmitgliedern er und Moritz Seligmann gehörten. Welter saß nach der Gründung mit Seligmann auch im Vorstand der Sektion, in der vorrangig Männer aus dem gehobenen Bürgertum Mitglied waren.
Wann genau Otto Welter begonnen hatte, sich für Bergwandern und Bergsteigen zu interessieren, ist nicht bekannt. Schon vor 1867 reiste er mehrfach nach Tirol. Die erste von ihm selbst dokumentierte Reise in die Alpen fand 1867 statt, von der er in einem Text im Jahre 1872 berichtete. Für die Zeiträume 27.–30. August 1867 sowie 1.–4. August 1868 sind Aufenthalte in Meran (jeweils im „Gasthof zum Kreuz“) anhand der Fremdenlisten belegt.
In den folgenden Jahren sollte Welter zahlreiche Reisen in die Berge machen. Er schilderte seine Erlebnisse in Reiseberichten, die in entsprechenden Zeitschriften erschienen, wie etwa in Amthors Der Alpenfreund, sowie in Sammelpublikationen über die Alpen. Touren machte er in die Pitztaler und die Ötztaler Alpen, in die Schweiz, in die Stubaier und die Berchtesgadener Alpen, die Karnischen Alpen und weitere Bergregionen. Unter den Bergen, die er bestieg, waren der Piz Buin, der Ortler, der Großglockner und die Hochalmspitze. Am 5. August 1876 bestieg er zusammen mit Heinrich Schulz aus Lyon als erste Touristen des Jahres 1876 den Dachstein, wobei sie einen neu erschlossenen Weg benutzten.
Mitte Juli 1880 brach Otto Welter gemeinsam mit seinem Freund Moritz Seligmann zu einer Reise nach Tirol auf. Vor seiner Abreise verkündete er, es solle seine letzte Reise mit diesem Ziel sein, weil er dort alle interessanten Touren gemacht habe. Geplant waren Bergtouren im Salzkammergut und in den Zillertaler Alpen. Als Bergführer hatten die beiden Männer Johann Niederwieser gen. Stabeler aus Sand und Johann Knaus gen. Mauthner aus Ramsau am Dachstein engagiert. Mit letzterem war Welter schon seit vielen Jahren befreundet. Außerdem begleitete sie der  Träger Franz Hofer aus Krimml.
Am 22. Juli trafen Welter und seine Begleiter in einer Gaststube mit dem bekannten Bergsteiger Emil Zsigmondy und dessen Bruder Otto zusammen, und man verbrachte einen gemütlichen Abend miteinander.
Am 25. Juli 1880 um 12 Uhr mittags befand sich die Gruppe um Welter auf dem Abstieg vom Großen Möseler über den Östlichen Neveser Ferner. Dort brach Welter in eine Spalte ein und stürzte kopfüber etwa 18 Meter tief, nachdem er das Seil, das ihn mit Niederwieser verbunden hatte, gelöst hatte, weil es ihn störte. Später stellte sich heraus, dass er nicht – wie vom Bergführer angewiesen – in dessen Spur getreten war, sondern diese minimal verlassen hatte. Man nimmt an, dass er sich zur Seite gedreht hatte, um auf sein nächstes Ziel, den Turnerkamp, zu schauen.
Johann Niederwieser wurde an einem Seil zu dem noch lebenden Welter hinabgelassen. Versuche, die beiden Männer heraufzuziehen, scheiterten, zumal Welter sehr groß und kräftig war (er soll rund 100 Kilogramm gewogen haben). Schließlich riss Niederwiesers Seil, er stürzte auf Welters Körper ab. Er wurde an einem zusammengebundenen Seil wieder heraufgezogen und verlor für kurze Zeit das Bewusstsein. Verzweifelt versuchten die Bergführer, weitere Hilfe aus den nächstgelegenen Gehöften herbeizuholen. Seligmann, der anfangs noch mit Welter hatte sprechen können, bis dieser nicht mehr antwortete, war zunächst nicht zu bewegen, die Unglücksstelle zu verlassen, sondern erst am frühen Morgen auf Drängen der Bergführer. Als schließlich Unterstützung eintraf und ein weiterer Mann in die Spalte hinabgelassen werden konnte, war Welter tot; er war erfroren. Die Leiche musste mit einem Pickel aus dem Eis gelöst werden.
Auf Anregung des  Vorstandes der Sektion Taufers des DuÖAV wurden am Vormittag des 27. Juli 1880 die beiden Bergführer sowie Seligmann gerichtlich vernommen. Insbesondere aufgrund der Aussagen Seligmanns wurde festgestellt, dass es sich um ein Unglück handelte und die beiden Bergführer kein Verschulden traf. Der Zentralausschuss des DuÖAV erstellte auf Anregung des Vorstandes der Sektion Taufers einen Bericht. Danach wies die stark gefrorene Leiche an beiden Händen Hautabschürfungen,  eine frische Wunde über der Stirn sowie Ödeme an den Armen auf.
1885 schrieb Emil Zsigmondy in seinem Buch Die Gefahren der Alpen: „Zwei Tage vor seinem Tode trafen wir den armen Mann in Rosshag (Zillertaler Alpen). Niemand von uns, die wir so lustig beisammen waren, dachte daran, dass dieser riesige Mann, der mehr als zwei Centner wog, so kurze Zeit nachher zu Grunde gehen werde […]“
Otto Welter wurde am 1. August auf dem Melaten-Friedhof unter großer öffentlicher Teilnahme in einem Familiengrab beerdigt. Er wurde 40 Jahre alt. 1894 besuchte die Familie von Welter die Unglücksstätte am Neveser Ferner, wie Otto Welter jun. in seinen Erinnerungen berichtete. Er selbst hätte gerne mit Zeugen des Unfalls gesprochen, aber Onkel und Großmutter bestanden darauf, „inkognito“ zu bleiben, um nicht „belästigt“ zu werden: „In Wirklichkeit werden es aber doch wohl alle gewusst haben […], unser Name ist den Leuten doch sicher aufgefallen.“
Welters tödlicher Unfall war Thema in zahlreichen deutschen und österreichischen Tageszeitungen und in nationaler sowie internationaler alpiner Literatur. Er war unter anderem ein Grund, weshalb in den Alpenländern Bergführerordnungen stärker reglementiert wurden, was etwa die Ausbildung der Bergführer und die Kriterien für das Material und dessen Verwendung betraf.